# Emersonella
Emersonella är ett släkte av steklar. Emersonella ingår i familjen finglanssteklar.

## Dottertaxa tillEmersonella, i alfabetisk ordning[1]
- Emersonella acidota
- Emersonella acuminata
- Emersonella aequalis
- Emersonella albicoxa
- Emersonella ampliocula
- Emersonella angusticollum
- Emersonella angustifrons
- Emersonella azofeifai
- Emersonella bennetti
- Emersonella brevinervis
- Emersonella carballoi
- Emersonella cuignetae
- Emersonella curculivora
- Emersonella deplanata
- Emersonella desantisi
- Emersonella dichroa
- Emersonella dispilota
- Emersonella dolichogaster
- Emersonella eora
- Emersonella fuscipennis
- Emersonella genaora
- Emersonella hastata
- Emersonella horismenoides
- Emersonella janzeni
- Emersonella jimenezi
- Emersonella lampros
- Emersonella lecitophaga
- Emersonella lemae
- Emersonella mediocarinata
- Emersonella mediofasciata
- Emersonella metallica
- Emersonella mucronata
- Emersonella nigricans
- Emersonella niveipes
- Emersonella noyesi
- Emersonella obscuricrus
- Emersonella ooecia
- Emersonella pallidigaster
- Emersonella palmae
- Emersonella parva
- Emersonella petiolata
- Emersonella planiceps
- Emersonella planiscuta
- Emersonella pubipennis
- Emersonella reticulata
- Emersonella rotunda
- Emersonella rubii
- Emersonella saturata
- Emersonella setifer
- Emersonella tanigaster
- Emersonella tapantibius
- Emersonella terebrata
- Emersonella transversa
- Emersonella umanai
- Emersonella varicolor
- Emersonella windsori
- Emersonella zurquensis